# Radio Corax
 (décembre 2018).
Radio Corax est une radio libre gratuite située à Halle-sur-Saale, au sud de la région Saxe-Anhalt en Allemagne, dont la toute première émission fut diffusée le 1er juillet 2000.
En tant que radio locale à but non lucratif, Radio Corax émet tous les jours de la semaine 24h/24. Elle est accessible sur la fréquence VHF 95,9 MHz (câble 99,9 MHz ou 96,25 MHz) et par internet via Livestream. 
Corax est membre du BFR (Association des radios libres allemandes (de)) et du Community Media Forum Europe (CMFE),. Depuis 2013, Radio CORAX est aussi membre de l'AMARC.

## Organisation

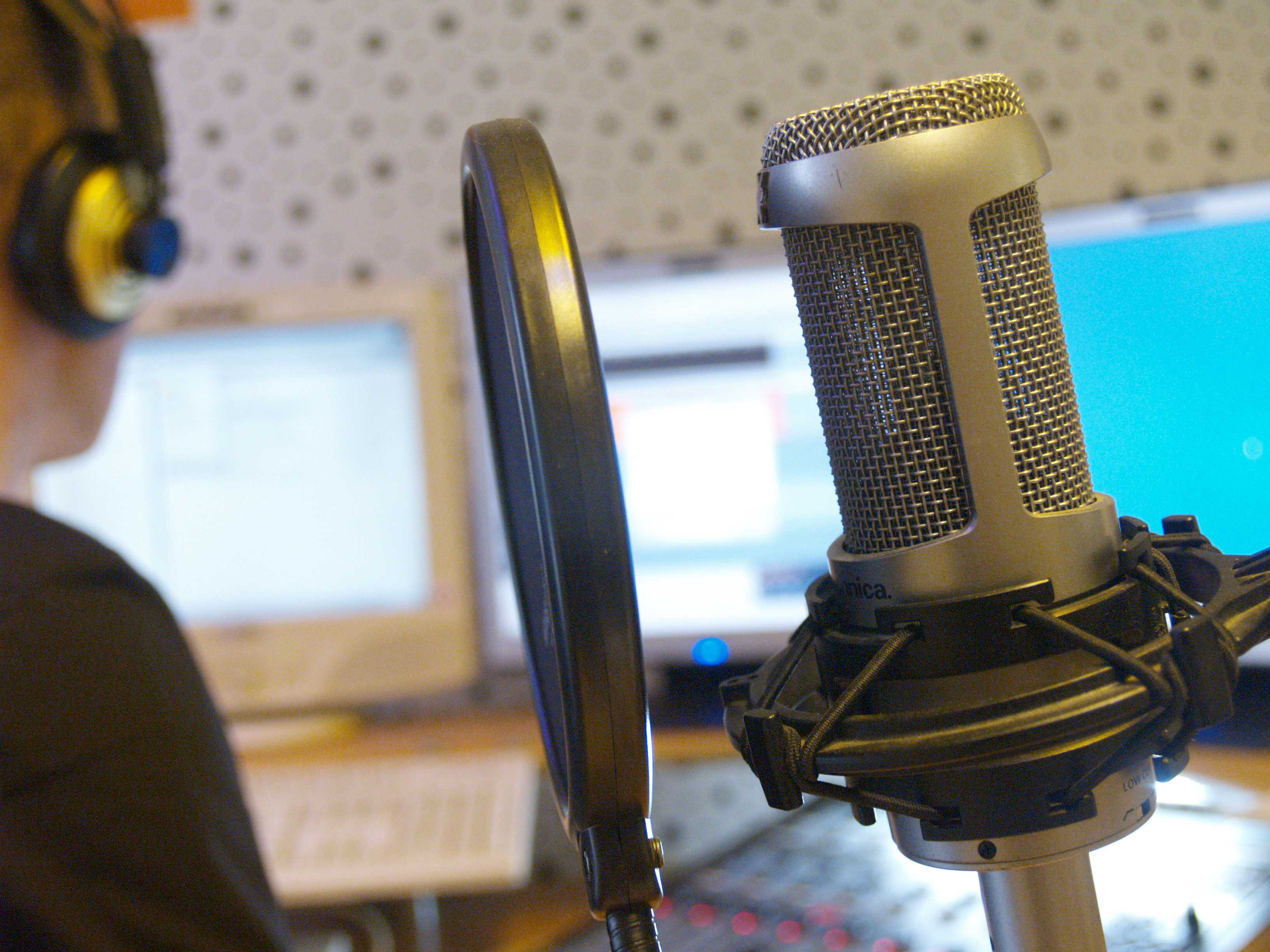
Installation technique de Radio Corax.

La radio Corax est soutenue par l’association Radio CORAX e. V., qui a été fondée en 1993. En plus du bureau exécutif qui est élu tous les 2 ans, les autres organes de l'association sont l'assemblée générale, le conseil consultatif et le conseil d'administration. Environ 350 personnes sont membres de l’association et participent bénévolement à l'organisation des émissions. Pour assurer la diffusion des émissions, Radio Corax emploie 5 personnes à temps partiel,. 
La rédaction est responsable du contenu des programmes. 
Depuis 2006, l’association « des amis des radios libres » soutient Radio Corax avec des collectes de fonds et des subventions,.

## Programme et ligne éditoriale
Radio Corax diffuse 150 programmes qui sont chacun conçus par leur propre équipe éditoriale composée d'individus engagés, d'artistes, de migrants, d'élèves, d'enfants, de groupes antiracistes et de tout autre groupe avec un projet précis.
En plus des émissions musicales du soir, Radio CORAX diffuse chaque jour de la semaine les actualités dans les magazines du matin, du midi et du soir. Les magazines sont diffusés le matin de 7h à 10h10, le midi de 13h à 15h10 et le soir de 18h à 19h.
Les émissions sur les thèmes de la politique, la culture, l’écologie, l’Europe, l’éducation ou les médias sont des éléments majeurs du programme. En plus de cela, s’ajoutent des formes radiophoniques expérimentales et de la création radiophonique. 
Les magazines du matin du mardi et du jeudi sont diffusés depuis les studios de diffusion de la station de la radio libre de Leipzig Radio Blau. Ces programmes sont conçus par les éditeurs de Radio Corax. Les techniciens internes du projet Terminal.21 ont développé un serveur de flux basé sur Linux à partir d'un décodeur (S100 de T-Online). Celui-ci alimente le signal du studio Radio Blau vers le studio de diffusion Radio Corax, d'où il sort sur sa fréquence. Depuis le printemps 2011, d'autres partenariats ont été conclus avec des radios indépendantes en Allemagne. En 2011 et 2012, par exemple, une fois par mois, l'émission quotidienne Witjas Tiefen a été organisée en collaboration avec Freies Sender Kombinat (FSK) à Hambourg . Depuis mai 2011, le magazine hebdomadaire Radia Obskura est créé en coopération avec Pi Radio de Berlin. Sur le plan éditorial, Radio Corax participe à l'échange de programmes et de contributions avec d'autres radios indépendantes via un portail web.
Radio Corax diffuse ses émissions dans 11 langues différentes.

## Radio Revolten
Radio Revolten (« Les révoltes radios ») est un festival d’interventions radiophoniques organisé tous les 10 ans et qui dure normalement 30 jours. L’évènement se déroule à Halle (Saale) en Allemagne et dans le monde digital. 
En automne 2006, Radio Revolten, festival international pour le futur des radios a été organisé en coopération avec la fondation pour la culture. Avec près de 50 stations de radio affiliées ainsi que des artistes de l'audio et des médias de toute l'Europe, il s'agissait du projet de création radiophonique le plus étendu du secteur des médias libres en Allemagne. Les expositions, les émissions radio, les interventions radio dans l'espace public et le congrès international « Relating Radio » ont porté sur les perspectives et les modèles d'appropriation artistique du médium radio. Lou Mallozzi, Anna Friz, Knut Aufermann et Sarah Washington étaient, entre autres, invités du festival.
En octobre 2016 eut lieu le 2ème festival Radio Revolten nommé: « Festival radiophonique international ». Pendant les 30 jours de festival, 84 artistes venant de 21 pays différents ont été invités à Halle. Grâce aux performances scéniques et live, aux installations, à l’exposition historique, aux ateliers, à la conférence « radio space is the place » et aux interventions dans l’espace public, les différentes approches de la création radiophonique ont pu être abordées. Le directeur artistique était Knut Aufermann, l’administration était géré par Anna Friz, Sarah Washington, Ralf Wendt et Elisabeth Zimmermann. À l’ouverture, le 1er octobre 2016, l’artiste  Rochus Aust, avec le premier orchestre allemand composé intégralement d’appareils électroniques, a interprété sa 8e symphonie en concert live, du haut des toits de Marktplatz, en harmonie avec les carillons de la Roter Turm. Ed Baxter, Chris Cutler, Willem de Ridder, Alessandro Bosetti, Hartmut Geerken, Gregory Whitehead et  LIGNA se trouvaient, entre autres, en tant qu’invités. En parallèle avec le festival, l’association des radios libres allemandes a convié ses invités à venir à Halle pour son congrès annuel du 20 au 23 octobre 2016.